# رهوة بن سلام (حبيل جبر)

تعديل مصدري - تعديل

رهوة بن سلام هي إحدى قرى عزلة حبيل جبر بمديرية حبيل جبر التابعة لمحافظة لحج، بلغ تعداد سكانها 49 نسمة حسب تعداد اليمن لعام 2004.